# Jacoba van Luxemburg
Jacoba van Luxemburg (1415 — 30 mei 1472) (Frans: Jacquetta de Luxembourg) was de dochter van Peter I van Luxemburg en Margaretha van Baux.
Op 22 april 1433 trouwde ze met Jan van Bedford, een zoon van Hendrik IV van Engeland. Dit huwelijk eindigde kinderloos met Jans dood in 1435. 
Twee jaar later huwde Jacoba met Richard Woodville, de zoon van de kamerheer van haar eerste echtgenoot. Tijdens dit huwelijk kreeg Jacoba veertien kinderen:
- Elizabeth Woodville (circa 1437-1492), huwde eerst met John Grey de Groby, daarna met koning Eduard IV van Engeland
- Lewis Woodville (circa 1438), stierf al jong
- Anthony Woodville (1442 – 1483), 2e graaf Rivers
- Jacoba Woodville (circa 1444 - 1509), gehuwd John Strange, 8ste baron van Knockin
- John Woodville (1445 - 1469)
- Lionel Woodville (1447 – 1484), bisschop van Salisbury
- Eleanor Woodville (? –1512)
- Margaret Woodville (circa 1450 – 1490/1)
- Martha Woodville (? – circa 1500)
- Richard Woodville(1453 – 1491)
- Edward Woodville (circa 1454 – 1488)
- Mary Woodville (1456 - 1481), gravin van Pembroke
- Catherine Woodville (circa 1458 – 1497), huwde Henry Stafford, 2de hertog van Buckingham, en met Jasper Tudor, hertog van Bedford en graaf van Pembroke

Via haar dochter, Elisabeth, is Jacoba de grootmoeder van moederskant van Elisabeth van York, echtgenote van Henry VII, daarom is zij de voorouder van alle opvolgende Engelse vorsten.